# 지동원 (프로게이머)
지동원(1993년 2월 4일 ~ )은 대한민국의 전직 스타크래프트 II 프로게이머이다. kOp라는 아이디를 사용하며, 종족은 프로토스이다. 삼성 갤럭시 소속이었다.
2010년 하반기 드래프트에서 삼성전자 칸의 4차 지명으로 입단하였다.
2013년 12월 종족을 테란에서 프로토스로 변경했다.
2014년 2월 SK텔레콤 스타크래프트2 프로리그 2014 2라운드 로스터에서 말소, 삼성 갤럭시에서 탈퇴하고 은퇴하였다.

## 수상 경력
- 2010년 제55회 커리지 매치 입상
- 2013년 2013 WCS Korea Season 1 챌린저리그 48강
- 2013년 2013 WCS 코리아 시즌 2 챌린저리그 48강
- 2013년 2013 WCS 코리아 시즌 3 챌린저리그 48강